# 溫徹斯特鬼屋 (電影)
《溫徹斯特鬼屋》（英語：Winchester，或稱作）是一部2018年美國超自然恐怖片，由史派瑞兄弟執導和編劇。由海倫·米蘭、傑森·克拉克、莎拉·史努克和安格斯·桑普森。該片於2018年2月2日在美國上映。

## 劇情
故事敘述莎拉·溫徹斯特因丈夫威廉和他們的孩子突然死亡，使得她堅信自己的家族遭到了詛咒，並開始在加利福尼亞州聖荷西擴建豪宅，藉此封住惡鬼們；該豪宅後來成為了著名的溫徹斯特神祕屋。

## 演員
- 海倫·米蘭 飾 莎拉·溫徹斯特（英语：Sarah Winchester）
- 傑森·克拉克 飾 艾瑞克·普萊斯
- 莎拉·史努克 飾 瑪莉安
- 安格斯·桑普森（英语：Angus Sampson） 飾 約翰·漢森
- 蘿拉·布蘭特（英语：Laura Brent） 飾 露比

## 製作
2016年5月10日，導演史派瑞兄弟被聘來執導一部改編自溫徹斯特神祕屋的電影。5月14日，海倫·米蘭將在片中主演莎拉·溫徹斯特。拍攝作業預計於2016年下半年在加利福尼亞州聖荷西和澳大利亞開拍。8月，CBS影業獲得電影在美國的發行權，並將於2017年3月開始製作。2016年9月，傑森·克拉克加入演出。而莎拉·史努克和安格斯·桑普森於2017年3月被證實參演電影。

## 發行
2017年10月10日，電影定名為《Winchester: The House That Ghosts Built》，並將美國上映日從原定的2018年2月23日改至2018年2月2日。

### 評價
《溫徹斯特鬼屋》獲得負面居多的評價。爛番茄根據109條評論，新鮮度持有14%，平均得分4 / 10。而在Metacritic上，則獲得了28分。據CinemaScore調查，觀眾的平均評價在A+到F間落於「B-」。

### 票房
在美國和加拿大，《溫徹斯特鬼屋》預計於首週末將從2480間戲院中獲得了600萬至800萬美元。美國首週末票房達930萬美元，位居當週票房排名第三。

## 外部連結
- 互联网电影数据库（IMDb）上《溫徹斯特鬼屋》的资料（英文）